# 里亚切青铜武士像
里亚切青铜武士像（意大利语：Bronzi di Riace），又称里亚切武士像，是两尊古希腊青铜裸体战士雕像，铸造于約公元前460至公元前450年 ，1972年，在意大利南部卡拉布里亚大区的里亚切附近海域中被发现。这两尊青铜像现在收藏在卡拉布里亚大区雷焦市的雷焦国立考古学博物馆中。它们是仅存几尊保留至今的古希腊青铜雕像（有相当多的青铜雕像被熔化掉用作他用），体现出当时古希腊工匠的精湛工艺和精彩绝伦的艺术特色。
这两尊青铜像现在在博物馆的一个具有抗震平台的溫控展厅内展出，該展厅是用卡拉拉大理石建成的。除了两尊武士像，展厅里还陈列有两个古希腊头像：哲学家头像和巴塞利亚头像，它们也都创作于公元前5世纪。
两尊青铜像发现于1972年，但直到1981年它们才开始面对公众展出。它们在佛罗伦萨和罗马的亮相是当年意大利的文化盛事，也成了众多杂志的封面故事。卡拉布里亚大区将两尊雕像视作自己的象征，并将它们印在一組意大利邮票上，这組邮票也广受人们欢迎。
这两尊青铜雕像被简称为“雕像A”和“雕像B”，“雕像A”是两者中更年轻的那尊，“雕像B”是更年长的那尊。两尊青铜像都是使用失蜡法的工艺制作的。

## 发现过程

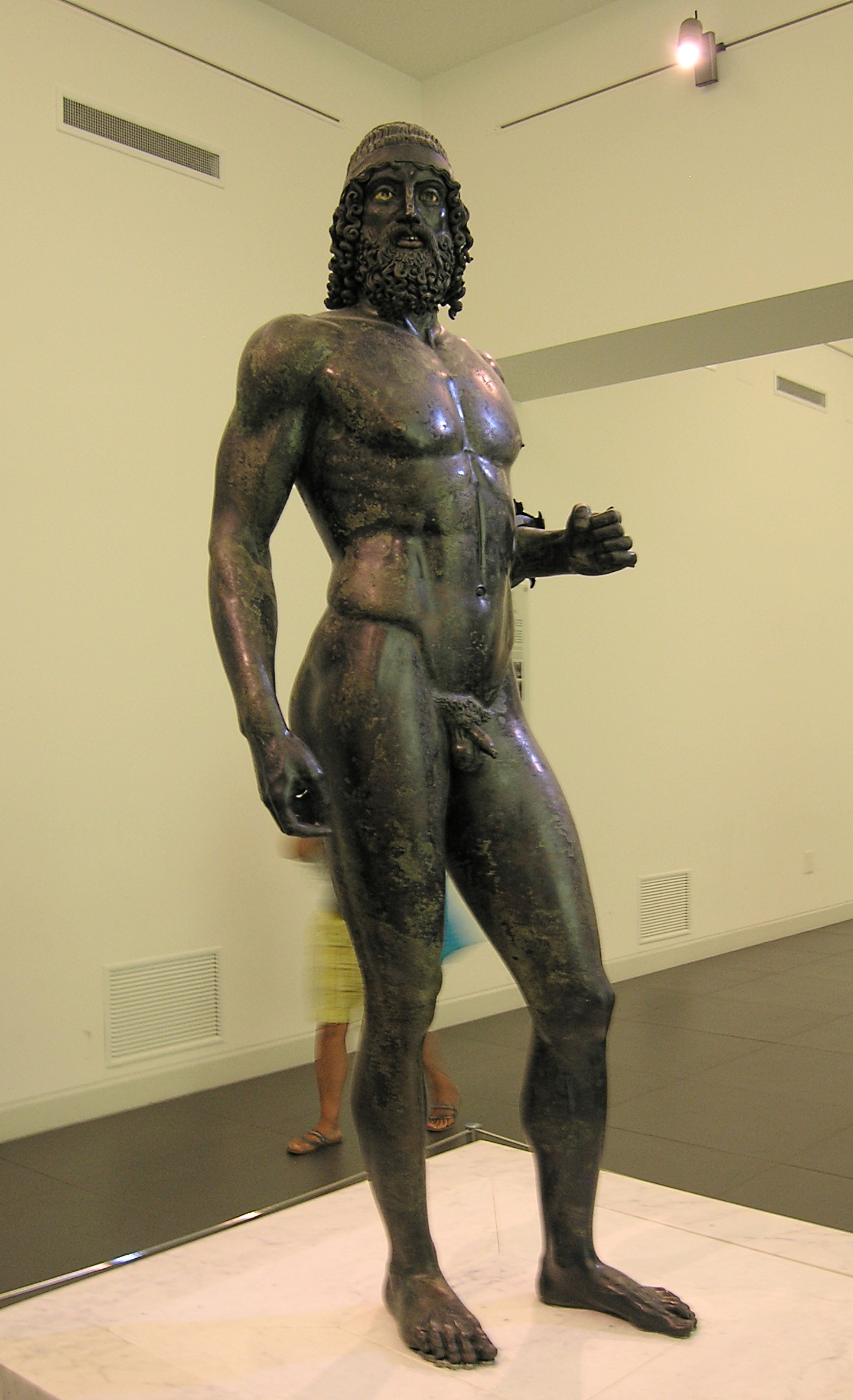
雕像 A，可能是堤丢斯 。高度（不含底座）：1.98 m（6 英尺 6 英寸）

有關谁最先发现了这些雕像，目前仍有争论。一种说法认为，当时来自罗马的化学家斯蒂法诺·马里奥蒂尼正在莫纳斯泰拉切小镇度假。当时他正在距离里亚切海岸约200米处、深6至8米的水域中浮潜，正当他要结束浮潜时，他注意到沙子中隐约出现了一条手臂（雕像A的左手）。起初他以为发现了一具尸体，便返回岸上拿鱼叉后再次下水。但当他触摸到手臂时，意识到这不是尸体，而是一条青铜像手臂。马里奥蒂尼随后扫开了覆盖在雕像A身上的沙子。后来，他注意到附近还有另一座青铜像，他上岸后将他的发现告诉雷焦市的文化部门。
另一种被更广泛接受的说法是，它是由来自里亚切的四名少年发现的。在水下发现这些雕像后，这些少年去了附近莫纳斯泰拉切的政府财政办公室，并告知了那里的工作人员。
在发现雕像一周后的8月21日，雕像B被打捞出水，两天后雕像A也被打捞上来。两尊雕像的出水地点附近没有发现相关的沉船遗址，但在周围的下沉海岸中陆续发现了一些建筑遗迹。
2005年，BBC在电视纪录片《艺术如何创造世界》的第一集中介绍了这些青铜像及其发现过程的故事，其中包括对斯蒂法诺·马里奥蒂尼的采访。而在2008年出版的《青铜头像》一书中，青铜器专家朱塞佩·布拉诺（Giuseppe Braghò）透露，根据马里奥蒂尼的声明，1972年的官方的记录报告中不仅存在两尊雕像的头盔和盾牌，而且还存在第三个呈双臂张开姿势的青铜像，而这些在官方打捞期间都没有被发现。据信，这些文物在正式打捞開始的前几天被盗，并随后被转卖给了国外的收藏家。与发现雕像时的报告和登记的情况相比，有证据显示雕像A和雕像B被发现时的位置和正式打捞时的位置有出入，这表明曾有人试图将雕像从发现地点移走。
2019年夏季，意大利电视节目《鬣狗秀》开始对里亚切遗址失踪的考古发现之谜展开调查，并采访了马里奥蒂尼，要求澄清他在发现时的声明。马里奥蒂尼则不予置评。

## 历史与起源
在制作这些雕像时，卡拉布里亚的大部分地区（尤其是沿海城市）都居住着讲希腊语的民族，他们是“大希腊”的一部分。最被广泛接受的观点是：两位希腊艺术家在公元前5世纪左右先后独立地创作了这两尊青铜像，两者前后相差大概30年。“雕像A”可能创作于公元前460年至公元前450年之间，“雕像B”则创作于公元前430年至公元前420年之间。有些人认为“雕像A”是米隆的作品；而菲迪亚斯的学生阿尔卡梅尼斯，创造了“雕像B”。雕像A描绘了一位年轻的英雄或神祇，它的神情自豪，炫耀着自己的俊美和力量。雕像B则描绘了一位更年长更成熟的英雄，它的姿势轻松，目光温和。
里亚切青铜武士像是现存古希腊雕塑的珍贵示范。它们的风格属于古希腊雕塑从古风时期到古典时期的过渡階段，雕塑家将理想化的几何形状和不可能的解剖结构隐藏在在令人分心和诱人的“现实”表面下。它们也是对立式平衡的很好的例子——雕像的重心在后腿上，使它们比许多其他更古老的雕像（比如克罗伊索斯青年）更为逼真。它们的肌肉组织清晰，但没有深入雕刻，使之看起来足够柔软，更为写实。青铜像转动的头部不仅赋予了他们运动感，还为人物增添了生命力。它们的胳膊和腿的不对称布局体现出真实感。雕像A的眼睛由方解石（原本应该是象牙）制成，牙齿由银制成。他们的嘴唇和乳头则是铜做的。雕像制作完成时，它们手里应该拿着长矛和盾牌，但都没有被发现。此外，战士B曾经将头盔高高举过头顶，而战士A可能在他的头盔上戴了一个花环。制作雕像A的青铜的平均厚度为8.5毫米（0.33英寸），制作雕像B的青铜的平均厚度则为7.5毫米（0.3英寸）。

### 起源

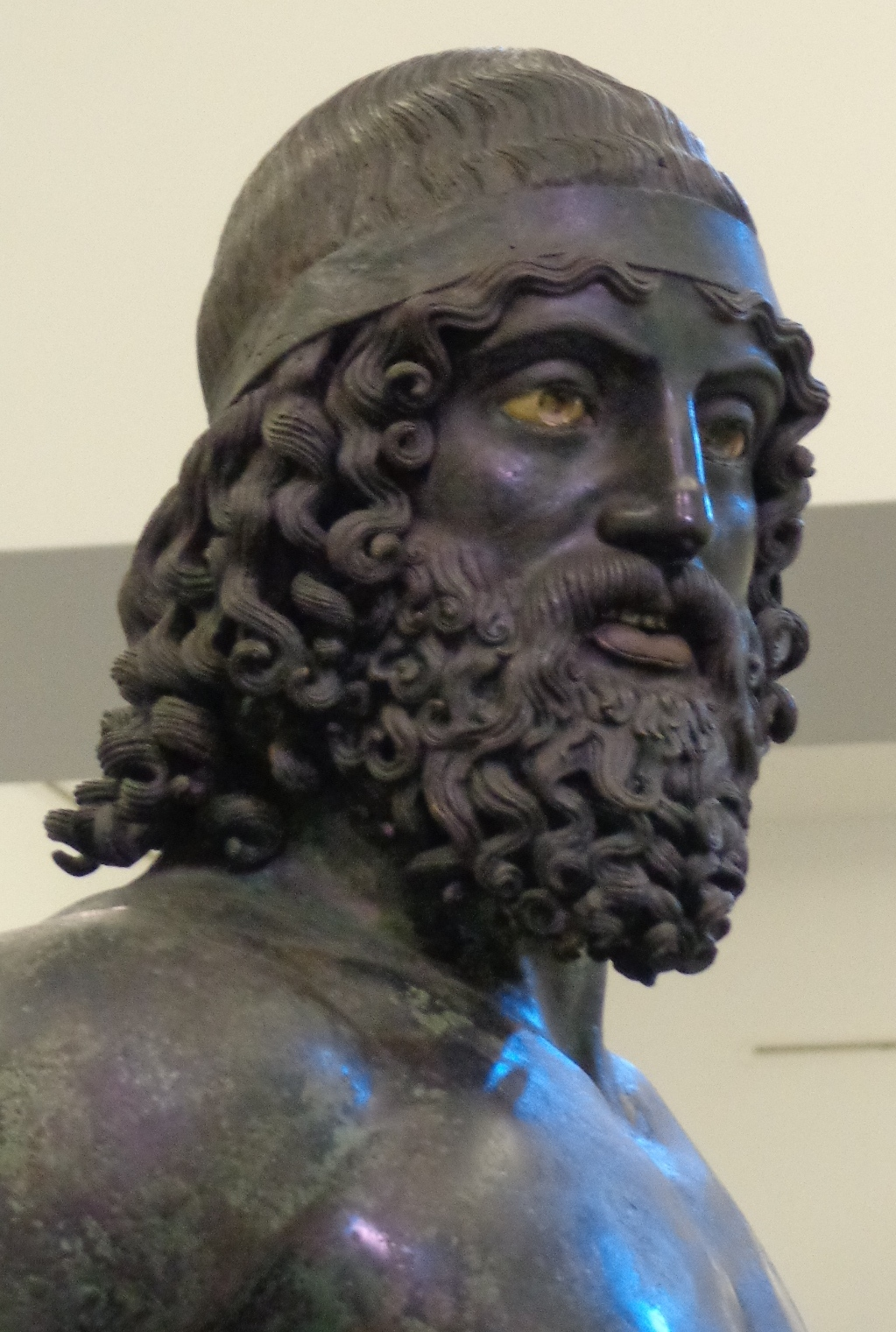
雕像A的头部

主流观点认为，这些雕像原本正在一艘船上并被运往某个目的地，但随后船在航行途中遭遇暴风雨沉没了。尽管没有发现这种沉船假说的证据，但这个假说提供了一种可能性。沉没的时间可能是在雕像刚完成或是更晚的时间。2004年，一个意大利與美国的考古学家联合团队进行了进一步的勘察，确定了这个缓慢下沉的海岸上存在着一座爱奥尼亚式神庙的地基。水下机器人沿着从洛克里到索韦拉托的水下海岸线进行海底探测，并拍摄了古代海岸线的更详细的图片，但海岸线附近没有发现更多可与里亚切青铜武士像相媲美的青铜像。 
一般来讲，这种壮观的古希腊雕像会和古希腊著名雕塑家联系在一起，“基本上所有古希腊的‘大牌’雕塑家都被提到过了”，意大利考古学家布鲁尼尔德·西斯蒙多·李奇微（Brunilde Sismondo Ridgway）写道。但令她感到欣慰的是，至少有一些学者愿意考虑其他非雅典，甚至是起源于“殖民地”的雕像作坊，这与“前几年占主导地位的雅典中心主义”形成了鲜明对比。
尽管可以肯定这些青铜器是质量极高的原创作品，但也有人认为它们的躯干是由同一个模型制成的，然后工匠们在铸造前直接对蜡模进行修改，这样做更加方便。

## 鉴别

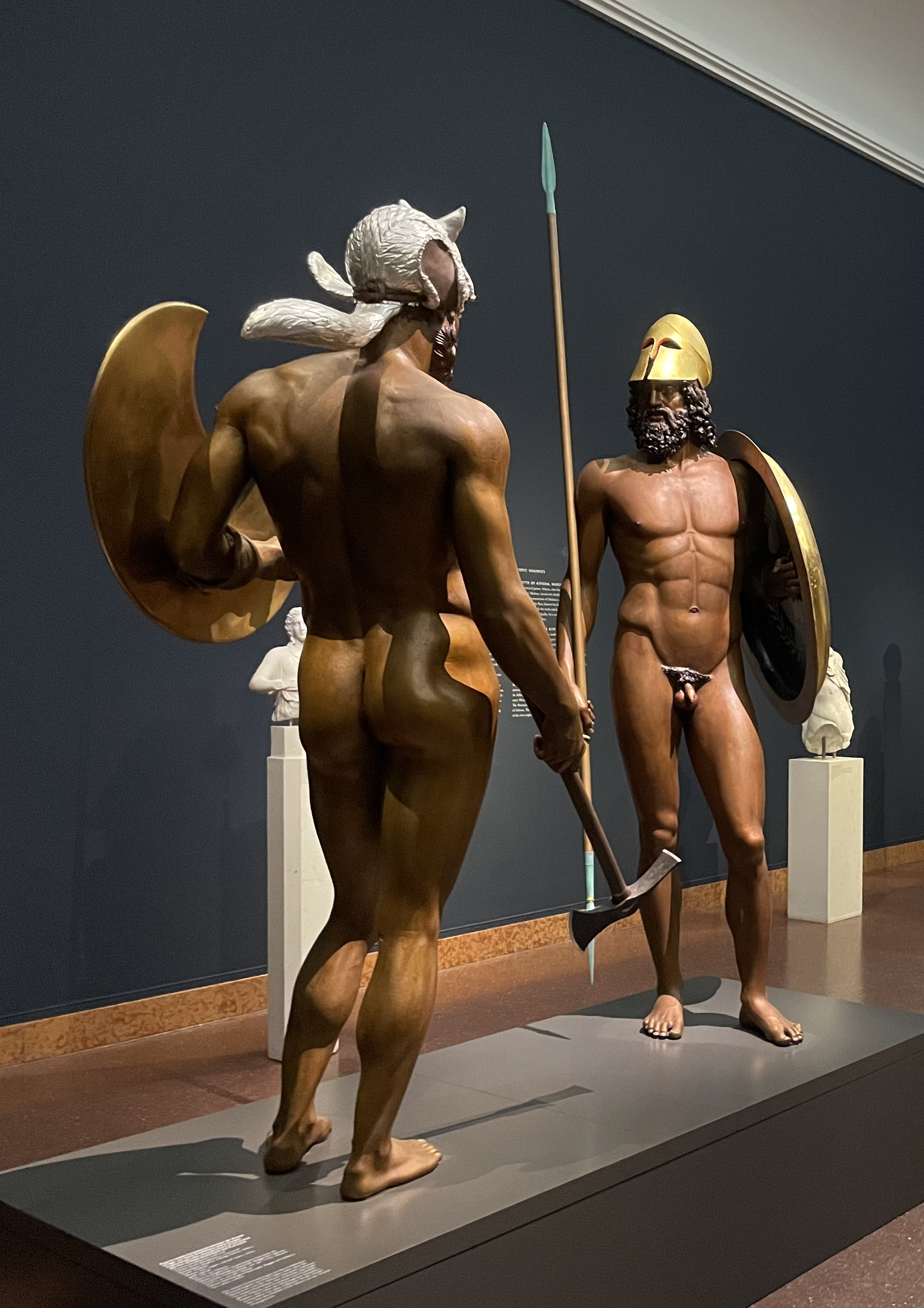
法兰克福的古代雕塑展览馆进行的里亚切青铜武士像的色彩重建，显示出两尊雕像原本可能拥有的色彩。

古代文献中没有确切的证据可以确定青铜像描绘的运动员或英雄。这两尊裸体雕像最初是一个大型圣殿中的奉献雕塑群的一部分。保萨尼亚斯指出，这两尊青铜像可能分别代表堤丢斯和安菲阿拉俄斯，他们是阿尔戈斯城邦七人对抗底比斯纪念雕塑群中的两名战士。

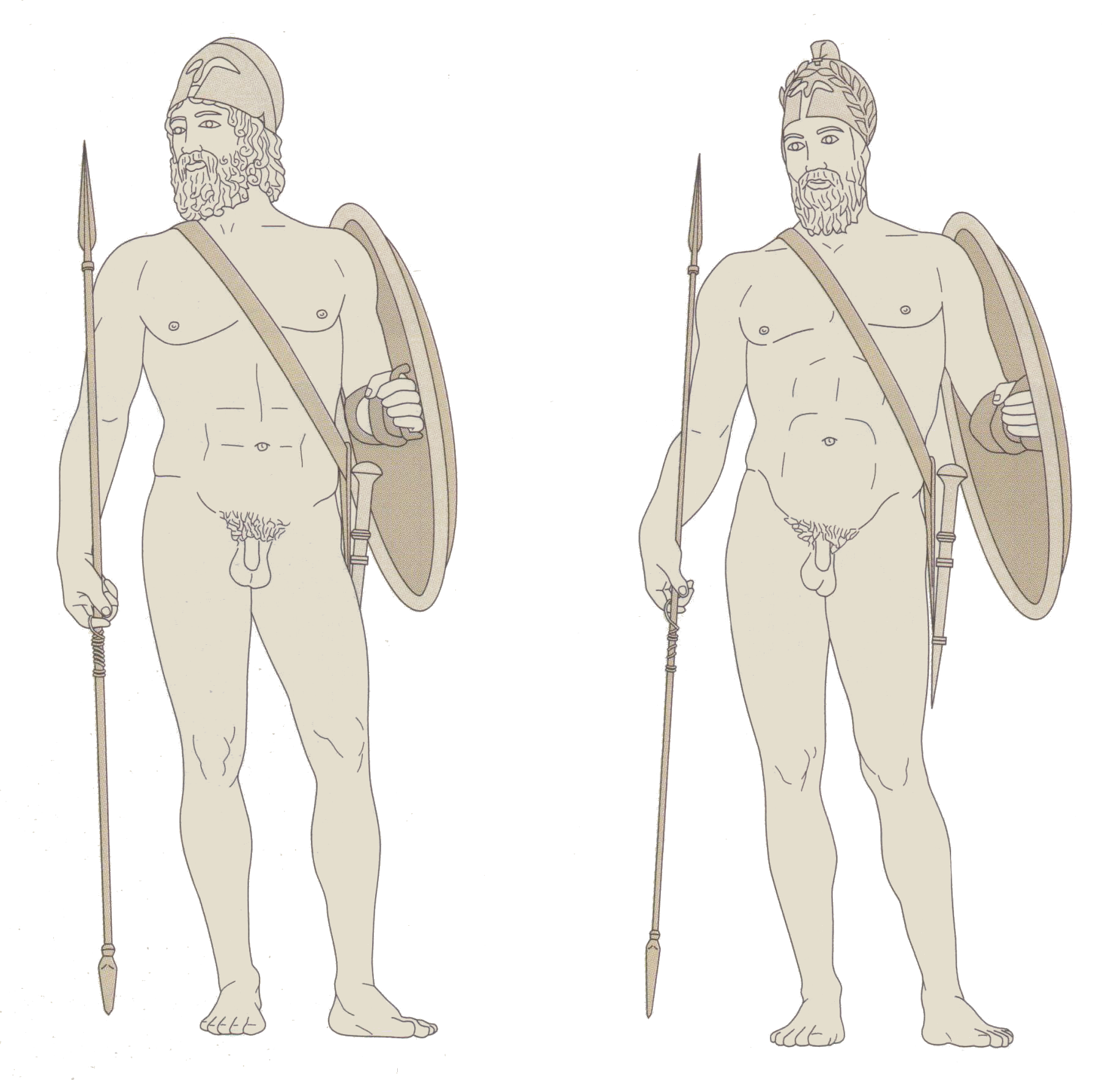
对雕像原始外观的艺术想象

不过，他们也可能是来自德尔斐的雅典勇士，是马拉松战役纪念碑的一部分，当然也可能来自奥林匹亚。阿尔戈斯、德尔斐和奥林匹亚是古希腊三个著名的出产雕塑的遗址，在希腊被罗马占领后，这三个地方都容易遭到罗马的掠夺。这些青铜像被运往罗马，此时距离两尊雕像最初做好已经过了较长时间了。
法兰克福古代雕塑展览馆的研究项目将这些战士确定为雅典娜之子厄瑞克透斯和波塞冬之子欧摩尔波斯。 保萨尼亚斯1.27.4提到过雅典卫城雅典娜神庙附近的一组两尊描绘厄瑞克透斯和欧摩尔波斯的青铜雕像：
“……两尊为战斗而生的面对面的大型青铜人像，他们称其中一个为厄瑞克透斯，另一个为欧摩尔波斯。”

## 2009年至2011年的修复
2009年12月，在雷焦国立考古学博物馆开始修复工作之前，里亚切青铜武士像先被运往雷焦的坎帕内拉宫保管。2010年初，艺术修复专家柯西莫·施皮斯（Cosimo Schepis）和帕奥拉·多纳蒂（Paola Donati）开始对两尊雕像进行修复，它们的修复工作已于2011年完成。